# James B. Sikking
James Barrie Sikking (Los Ángeles, 5 de marzo de 1934-Los Ángeles, 13 de julio de 2024) fue un actor estadounidense. 

## Carrera artística
Ha participado en varias películas y ha protagonizado algunas series de televisión. Las más reconocidas son en la serie de la cadena NBC Hill Street Blues, y de la cadena ABC, Doogie Howser, M.D. como Doctor David Howser. En 1997 en la cadena CBS actuó en Brooklyn South como el Capt. Stan Jonas. James e hizo la voz del General Gordon en la serie de dibujos animados Invasión America (1998).
En su carrera en el cine, se destaca por The Competition (1980), Outland (1981), Up the Creek (1984). Apareció en Star Trek III: The Search for Spock como el Capitán Styles (USS Excelsior). Su carrera la inició en 1955.
En 1992 protagonizó en la cadena FOX la película Doing Time on Maple Drive.
Ha aparecido como invitado en muchos programas de televisión como Perry Mason, Rawhide, Bonanza, Hunter, y Batman Beyond.
Algunas veces aparece en los créditos de las series y películas como "James B. Sikking"

## Filmografía
- Made of Honor (2008)
- Fever Pitch (2005)
- Submerged (2001) (TV)
- Aterrizaje forzoso (2000) (TV)
- Dead Badge (1995)
- The Pelican Brief (1993)
- Doing Time on Maple Drive (1992) (TV)
- Narrow Margin (1990)
- Doogie Howser M. D. (1989) (TV)
- Demasiado bueno para ser cierto (1988)
- Morons from Outer Space (1985)
- Star Trek III: The Search for Spock (1984)
- Up the Creek (1984)
- The Star Chamber (1983)
- Outland (1981)
- The Competition (1980)
- The Feather and Father Gang (1977) (TV)
- Little House on the Prairie (1977) (TV)
- Point Blank (A quemarropa, 1967)
- Five Guns West (1955)